# Erik Wassén
Lars Erik Olof Verner Wassén, född 7 augusti 1961 i Trollhättan, är en svensk politiker (liberal) och advokat. Han var förbundssekreterare i Folkpartiets ungdomsförbund 1985-1987 och var senare även kanslichef på Folkpartiets riksdagskansli samt under en period tillförordnad partisekreterare. Sedan 2010 är han landstingsfullmäktig i Stockholms läns landsting.
Wassén är brorsons son till läkarna Erik Wassén och Anders Wassén samt har varit gift med folkpartipolitikern Madeleine Sjöstedt men är skild och omgift.